# 정재곤
정재곤(1969년 1월 8일 ~ )은 대한민국의 배우이다.

## 학력
- 서울반포초등학교
- 방배중학교
- 대원외국어고등학교 일본어과
- 수원대학교 전산학 학사

## 생애
1974년 TBC 동양방송 특채 아역 연기자로 데뷔하였다. 1987년 KBS에 특채로 《사랑이 꽃피는 나무》 등에 출연하였으며 갑작스런 군 입대 때문에 잠깐 연기 활동을 중단했다. 1995년 MBC 탤런트 공채 24기로 정식 입사하여 현재까지 활동중인데 한동안 인터넷 사업에 몰두하면서 또 다시 연기 활동을 잠정 중단했었다.

## 연기 활동

### 영화
- 1987년 《유정》 - 오진우 역
- 2010년 《지나버린 시간》
- 2014년 《시선》 - 세례 스님 역

### 텔레비전 드라마
- 1974년 TBC 동양방송 《엄마의 일기》 - 아해 역 (아역 단역)
- 1987년 KBS2 《사랑이 꽃피는 나무》 - 최승원 역
- 1990년 MBC 《대원군》 - 이춘영 역
- 1992년 SBS 《목소리를 낮춰요》
- 1992년 MBC 《우리들의 천국》
- 1992년 KBS2《내일은 사랑》
- 1993년 KBS2《일요일은 참으세요》
- 1993년 KBS2 《살아남은 자의 슬픔》
- 1994년 SBS 《행복하고 싶어요》
- 1994년 SBS 《질주》
- 1994년 SBS 《작별》- 민재 역
- 1994년 SBS 《여태 뭘 했수》
- 1994년 KBS2 《인간의 땅》
- 1996년 MBC 《자반고등어》 - 김택주 역
- 1997년 MBC 《황금깃털》
- 1998년 SBS 《삼김시대》 - 김홍업 역
- 1999년 KBS1 《누나의 거울》 - 윤선우 역
- 2000년 KBS1 《약속》 - 김민재 역
- 2000년 KBS2 《부부클리닉 사랑과전쟁》
- 2001년 MBC 《홍국영》 - 정조 역
- 2001년 SBS 《순자》 - 김현덕 역
- 2002년 MBC 《너희가 나라를 아느냐》 - 이창준 역
- 2002년 EBS1 《학교 이야기》
- 2003년 KBS2 《헬로! 발바리》
- 2003년 KBS2 《KBS 드라마시티 - 문제작》 - 준수 역
- 2003년 SBS 《야인시대》 - 최무룡 역
- 2004년 KBS1 《무인시대》 - 최우 역
- 2004년 KBS2 《KBS 드라마시티 - 소나의 아름다운 빵집》 - 정호준 역
- 2004년 MBC 《영웅시대》 - 김종필 역
- 2004년 MBC 《우리가 물이 되어》 - 형기 역
- 2005년 KBS2 《바람꽃》 - 안진우 역
- 2005년 SBS 《서동요》 - 아좌태자 역
- 2006년 KBS1 《대조영》 - 강하왕 도종 역
- 2006년 MBC 《MBC 베스트극장 - 폭로》 - 이현규 역
- 2007년 MBC 《태왕사신기》 - 고운 역
- 2007년 국방부 홍보물 《마누샤》
- 2007년 OCN 《영화관》
- 2008년 MBC 《이산》 - 박제가 역
- 2009년 KBS1 《너는 내 운명》 - 조상기 역
- 2010년 MBC 《김수로》 - 사복 역
- 2011년 KBS1 《근초고왕》 - 모용수 역
- 2012년 KBS1 《광개토태왕》 - 부여홍 역
- 2015년 KBS2 《장사의 신 - 객주 2015》
- 2019년 KBS2 《왼손잡이 아내》 - 박해철 역